# Deutsche Bank Ladies’ Swiss Open
Die Deutsche Bank Ladies’ Swiss Open war bis 2012 ein Damen-Golf-Turnier der Ladies European Tour (LET). Sie wurden seit Beginn im Jahre 2006 auf dem 2001 erbauten Golfplatz Golf Gerre Losone zwischen Locarno und Ascona in der Nähe des Lago Maggiore im Tessin, Schweiz ausgetragen.

## Ergebnisse
| Jahr | Siegerin           | Nationalität | Ergebnis (Par) | Ergebnis (Par) | Preisgeld f. Sieg. | Preisgeld gesamt | Zweitplatzierte                                  | Vorsprung |
| ---- | ------------------ | ------------ | -------------- | -------------- | ------------------ | ---------------- | ------------------------------------------------ | --------- |
| 2012 | Carly Booth        | Schottland   | 276            | (−12)          | 78.750 EUR         | 525.000 EUR      | Anja Monke Caroline Masson                       | Playoff   |
| 2011 | Diana Luna         | Italien      | 203            | (−13)          | 78.750 EUR         | 525.000 EUR      | Lee-Anne Pace Sophie Giquel-Bettan Kristie Smith | 1 Schlag  |
| 2010 | Lee-Anne Pace      | Südafrika    | 204            | (−12)          | 78.750 EUR         | 525.000 EUR      | Vikki Laing                                      | 1 Schlag  |
| 2009 | Marianne Skarpnord | Norwegen     | 276            | (−16)          | 78.750 EUR         | 525.000 EUR      | Melissa Reid                                     | 1 Schlag  |
| 2008 | Suzann Pettersen   | Norwegen     | 194            | (−22)          | 78.750 EUR         | 525.000 EUR      | Amy Yang                                         | 6 Schläge |
| 2007 | Bettina Hauert     | Deutschland  | 285            | (−3)           | 75.750 EUR         | 525.000 EUR      | Anna Rawson Paula Marti                          | Playoff   |
| 2006 | Gwladys Nocera     | Frankreich   | 273            | (−15)          | 75.750 EUR         | 500.000 EUR      | Laura Davies                                     | 3 Schläge |

## Andere Golfturniere der Deutschen Bank
- Deutsche Bank Players Championship of Europe
- Deutsche Bank Championship (Norton, Massachusetts, Vereinigte Staaten)